# Dipartimento di Susques
Susques è un dipartimento argentino, situato nella parte occidentale della provincia di Jujuy, con capoluogo Susques.
Esso confina con la repubblica della Bolivia, con i dipartimenti di Cochinoca e Rinconada, e con la provincia di Salta. Il territorio del dipartimento, fino al 1943, costituiva un ente a sé stante, la Gobernación de Los Andes.
Secondo il censimento del 2010, su un territorio di 9.199 km², la popolazione ammontava a 3.791 abitanti, con un aumento demografico del 4,5% rispetto al censimento del 2001.
Il dipartimento comprende 3 commissioni municipali (dati del 2001):
- Catua
- Coranzuli
- Susques